# 性角色扮演

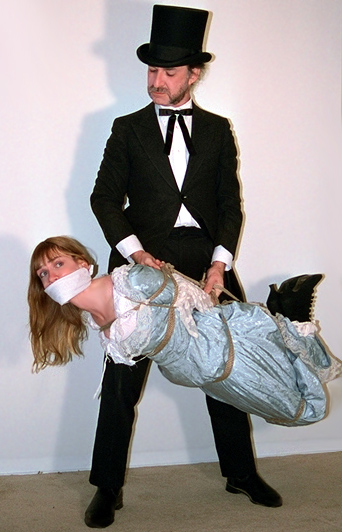
穿着古装进行捆绑

性角色扮演（英語：Sexual roleplay）是指角色扮演中涉及情色性以及性幻想的內容，由两人或两人以上的社会角色參與，可用作性前嬉的形式之一并促使兴奋。不少人认为，性角色扮演是克服性压抑的手段之一，有时在现实世界的场所，有时通过网络论坛、聊天室、视频游戏或網路直播，允许实体上的或虚拟的无从办到的情趣来表现。
演戏的场景从简单和临时的、到详细和精巧的，包括服装和剧本，方案的讲究程度取决于参与者。角色扮演可能涉及基于任何社会角色的幻想，并可包含参与者所渴望的任何类型的癖好，例如性感的衣衫、参与者一或多个的裸露。
角色扮演可能涉及支配与臣服的元素，包括绑缚、令人羞臊的扮演等。

## BDSM
许多最常见的性角色扮演是BDSM活动中的一部分。在BDSM活动中的主人为主导者，而另一方为顺从者。